# Иванов, Алексей Романович
Алексе́й Рома́нович Ивано́в (род. 24 июня 1987 года, Улан-Удэ, Бурятская АССР, СССР) — российский боец смешанных боевых искусств, самбист, четырёхкратный чемпион России по боевому самбо, трёхкратный Чемпион Мира. Бывший боец промоушенов S-70 и Fight Nights Global, профессиональный рекорд в ММА 11-5.

## Биография
Родился 24 июня 1987 года в городе Улан-Удэ республики Бурятия в многодетной семье. Отец, Роман Меркулович Иванов пенсионер, работал старшим летчиком-наблюдателем в ГОУ «Авиалесохрана» респ. Бурятия, мать, Татьяна Сергеевна Иванова пенсионер.

## Спортивная карьера
Спортивные клубы за которые выступал Алексей:
- Дзюдо — спортивный клуб «Иппон» г. Улан-Удэ с 1996 года по 2008 год.
- Боевое самбо — «Академия спортивных и прикладных единоборств» РГУФКСМиТ , с 2009 года по 2017 год, г. Москва.
- Джиу-джитсу — Спортивный Клуб «Сибирский БАРС», с 2011 года по 2014 год, г. Москва..
- ММА — Бойцовский клуб «Патриот» с 2014 года по 2017 год, г. Москва.
- Бойцовский клуб «PATRIOT PRO» с 2015 г. по 2023 год, г. Москва
- Академия единоборств Алексея Иванова «PATRIOT PRO» с 2023 года по настоящее время, г. Москва

### Спортивные звания
Заслуженный мастер спорта России по самбо. Мастер спорта международного класса по джиу джитсу. Мастер спорта России по комплексному единоборству и дзюдо

### Дисквалификация
1 августа 2013 года дисквалифицирован на 2 года Всероссийской Федерацией самбо по результатам допинг-теста и лишен золотой медали чемпионата мира 2012 года.

### Результаты выступления на турнирах
| Турнир                          | 2010 | 2011 | 2012 | 2013 | 2015 | 2016 | 2017 | 2018 | 2019 | 2020 | 2021 | 2022 | 2023 |
| ------------------------------- | ---- | ---- | ---- | ---- | ---- | ---- | ---- | ---- | ---- | ---- | ---- | ---- | ---- |
| Чемпионат мира по самбо         | —    | 3    | 1    | —    | 1    | —    | —    | —    | —    | 1    | —    | —    | —    |
| Кубок мира по самбо             | —    | —    | —    | —    | —    | —    | —    | —    | —    | —    | —    | 3    | 2    |
| Чемпионат России по самбо       | 3    | 1    | 1    | 3    | 1    | —    | 1    | 3    | 2    | 2    | —    | —    | —    |
| Кубок России по Боевому Самбо   | —    | —    | —    | —    | —    | 1    | —    | —    | 1    | 3    | 1    | 1    | 1    |
| Мемориал Харлампиева            | 3    | 1    | —    | 1    | —    | —    | 1    | —    | —    | —    | —    | —    | —    |
| Чемпионат Мира по Джиу Джитсу   | —    | —    | 1    | —    | —    | —    | —    | 1    | —    | —    | —    | —    | —    |
| Чемпионат России по Джиу Джитсу | —    | 2    | 1    | —    | —    | —    | —    | 1    | 3    | —    | —    | —    | —    |

## Тренерская деятельность
Тренерская деятельность началась в 2006 году в спортивном клубе «Иппон» г. Улан-Удэ, где сам тренировался. Обучал детей дзюдо.
В 2008 году переехал в Москву.
В 2009 году начал тренировать по боевому самбо в Российском Государственном Университете Физической Культуры и Спорта (ГЦОЛИФК).
В 2015 году основал бойцовский клуб «PATRIOT PRO», где тренируется и занимается тренерской деятельностью.
В 2022 году воспитал своего первого мастера спорта России Вадима Сулейманова.

## Почётные награды и звания
2013 год — Благодарность от президента Российской Федерации Владимира Владимировича Путина «За высокие спортивные достижения».
2017 год — Заслуженный Мастер Спорта России по самбо.
2018 год — Почётная грамота президента Всероссийской Федерации Самбо Сергея Владимировича Елисеева «За большой вклад в развитие самбо».
2021 год — Благодарность от мэра города Москвы Сергея Семёновича Собянина «За вклад в развитие физической культуры и спорта в городе Москве».

## Статистика в смешанных единоборствах
| Боёв 16  | Побед 11 | Поражений 5 |
| -------- | -------- | ----------- |
| Нокаутом | 6        | 2           |
| Сдачей   | 4        | 2           |
| Решением | 1        | 1           |